# Тарафал
Тарафал е една от 22-те общини на Кабо Верде. Разположена е в северната част на остров Сантяго. Населението на общината е 18 130 души (по предварителна оценка от юли 2019 г.), а площта е 121 км². Гъстотата на населението е 150,1 души/км². Административният център на общината, град Тарафал, е разположен на 75 км от столицата на Кабо Верде град Прая.

## Описание
Град Тарафал е морски град и риболовно пристанище на северозападния бряг на остров Сантяго.
Тарафал се слави с плажната си ивица, с мек пясък и много палми. Зад града се разкрива изглед от планината Монте Гордо, разположена на север от града. Тарафал е известно ваканционно и туриситическо селище за жителите на острова.
Тарафал е северното пристанище по пътя през Асомада (административният център на община Санта Катарина), за столицата на Кабо Верде Прая. От града също тръгва малък път, водещ до най-северната точка на остров Сантяго.
Обработваема земя загражда града от север и изток, както и в южните долинни райони. Планинската верига Сера де Малагета е разположена в южната част на община Тарафал. Треви и храсти покриват по-голямата част от територията на общината, с няколко гори в планинските райони.
В Кабо Верде, на остров Сао Николау, има и друг град Тарафал, но Тарафал на остров Сантяго е по-голям и с повече население. В град Тарафал има няколко училища – основни и средни, има също църкви, плажове, пристанища, пощенски офис и площади. Населението на града през 1990 е било 3626 души, през 2000 – 5785 души, а през 2005 – 6463 души.

## Икономика
Икономиката в общината включва бизнес, земеделие, риболов и туризъм. По-голямата част от населението е селско. Градското население е концентрирано в град Тарафал.

## Енории
Община Тарафал включва само една енория – Санто Амаро Абаде.